# Чемпіонат Європи з велоспорту на треку 2022
Чемпіонат Європи з велоспорту на треку 2022 — тринадцятий Чемпіонат Європи з велоспорту на треку серед еліти. Проходив з 11 по 16 серпня на Neue Messe München в Мюнхені, Німеччина.
Програма чемпіонату 2022 року включала всі 12 олімпійських дисциплін (спринт, командний спринт, кейрін, командна гонка переслідування, медісон та омніум як для чоловіків, так і для жінок), а також у 10 неолімпійських.

## Медалісти

### Чоловіки
| Дисципліна                         | Золото                                                                      | Срібло                                                                       | Бронза                                                                                        |
| Спринт                             | Себастьєн Віж'є                                                             | Джек Карлін                                                                  | Раян Еляль                                                                                    |
| Командний спринт                   | Нідерланди Джефрі Гогланд Гаррі Лаврейсен Рой ван ден Берг                  | Франція Тіммі Гілліон Раян Еляль Себастьєн Віж'є Мелвін Ландерно             | Велика Британія Джек Карлін Алістер Філдінг Гейміш Тернбулл                                   |
| Індивідуальна гонка переслідування | Ніколас Гайнріх                                                             | Давіде Плебані                                                               | Манліо Моро                                                                                   |
| Командна гонка переслідування      | Франція Тома Дені Квентен Лафарг Валентен Табелліон Бенжамін Тома Тома Буда | Данія Карл-Фредерік Беворт Тобіас Гансен Расмус Педерсен Робін Юель Сківільд | Велика Британія Ріс Бріттон Кіан Емаді Чарлі Танфілд Вільям Тідболл Олівер Вуд Вільям Тідболл |
| Кейрін                             | Себастьєн Віж'є                                                             | Максиміліан Дернбах                                                          | Мелвін Ландерно                                                                               |
| Омніум                             | Донаван Гронден                                                             | Сімоне Консонні                                                              | Себастіан Мора                                                                                |
| Медісон                            | Німеччина Роґер Клюґе Тео Райнхардт                                         | Франція Тома Буда Донаван Гронден                                            | Бельгія Роббе Гіс Фабіо Ван ден Босше                                                         |
| Гонка за очками                    | Бенжамін Тома                                                               | Роббе Гіс                                                                    | Вінсент Хоппезак                                                                              |
| Гіт (1 км)                         | Мелвін Ландерно                                                             | Маттео Б'янкі                                                                | Максиміліан Дернбах                                                                           |
| Скретч                             | Юрі Лейтао                                                                  | Моріц Мальхарек                                                              | Рой Ефтінг                                                                                    |
| Гонка на вибування                 | Елія Вівіані                                                                | Тео Райнхардт                                                                | Жюль Естерс                                                                                   |

- Спортсмени, виділені курсивом, брали участь у чемпіонаті, але не змагались у фіналі.

### Жінки
| Дисципліна                         | Золото                                                             | Срібло                                                                                        | Бронза                                                          |
| Спринт                             | Емма Гінце                                                         | Матильда Гро                                                                                  | Лауріне ван Ріссен                                              |
| Командний спринт                   | Німеччина Леа Фрідріх Пауліне Грабош Емма Гінце                    | Нідерланди Шенн Браспенінкс Кіра Ламберінк Гетті ван де Вау Стеффі ван дер Пеет               | Польща Марлена Карвацька Урсула Лось Нікола Сібяк               |
| Індивідуальна гонка переслідування | Міке Крьогер                                                       | Ліза Бреннауер                                                                                | Вітторія Гуацціні                                               |
| Командна гонка переслідування      | Німеччина Франциска Брауссе Ліза Бреннауер Ліза Кляйн Міке Крьогер | Італія Ракеле Барб'єрі Вітторія Гуацціні Летиція Патерностер Сільвія Дзанарді Мартіна Фіданца | Франція Віктуар Берто Маріон Борра Клара Копоні Валентін Фортен |
| Кейрін                             | Леа Фрідріх                                                        | Урсула Лось                                                                                   | Олена Старікова                                                 |
| Омніум                             | Ракеле Барб'єрі                                                    | Клара Копоні                                                                                  | Дарія Пікулік                                                   |
| Медісон                            | Італія Сільвія Дзанарді Ракеле Барб'єрі                            | Франція Клара Копоні Маріон Борра                                                             | Данія Амалія Дідеріксен Джулі Лет                               |
| Гонка за очками                    | Лотте Копекі                                                       | Сільвія Дзанарді                                                                              | Віктуар Берто                                                   |
| Гіт (500 м)                        | Емма Гінце                                                         | Олена Старікова                                                                               | Міріам Вече                                                     |
| Скретч                             | Аніта Стенберг                                                     | Джессіка Робертс                                                                              | Нікола Вєловська                                                |
| Гонка на вибування                 | Лотте Копекі                                                       | Пфайффер Джорджі                                                                              | Мілен де Зуте                                                   |

## Загальний медальний залік
*   Країна-господарка ( Німеччина)
| Місце               | Країна              | Золото | Срібло | Бронза | Загалом |
| ------------------- | ------------------- | ------ | ------ | ------ | ------- |
| 1                   | Німеччина*          | 8      | 4      | 1      | 13      |
| 2                   | Франція             | 6      | 5      | 4      | 15      |
| 3                   | Італія              | 3      | 5      | 3      | 11      |
| 4                   | Бельгія             | 2      | 1      | 2      | 5       |
| 5                   | Нідерланди          | 1      | 1      | 4      | 6       |
| 6                   | Норвегія            | 1      | 0      | 0      | 1       |
| 6                   | Португалія          | 1      | 0      | 0      | 1       |
| 8                   | Велика Британія     | 0      | 3      | 2      | 5       |
| 9                   | Польща              | 0      | 1      | 3      | 4       |
| 10                  | Данія               | 0      | 1      | 1      | 2       |
| 10                  | Україна             | 0      | 1      | 1      | 2       |
| 12                  | Іспанія             | 0      | 0      | 1      | 1       |
| Загалом (12 збірні) | Загалом (12 збірні) | 22     | 22     | 22     | 66      |

## Україна на чемпіонаті
Україну на чемпіонаті представляли серед чоловіків:
1. Джабар Абдул
2. Владислав Денисенко
3. Михайло-Ярослав Дудко
4. Роман Гладиш
5. Максим Васильєв
6. Микита Яковлєв

Серед жінок змагалися:
1. Алла Білецька
2. Ксенія Федотова
3. Олександра Логвинюк
4. Ганна Соловей
5. Олена Старікова
6. Вікторія Ярошенко

Українська команда посіла 10 місце в медальному заліку завдяки сріблу в гіті та бронзі в кейріні Олени Старікової.